# 味美白山町
味美白山町（あじよしはくさんちょう）は、愛知県春日井市にある地名。現行行政地名は味美白山町1丁目及び味美白山町2丁目。

## 地理
春日井市西部の味美地区に位置する。東は花長町、西は中野町、南は二子町・中新町、北は西本町に接する。

## 歴史

### 地名の由来
白山神社に由来する。

### 沿革
- 1948年（昭和23年）1月1日 - 春日井市味美の一部により、同市味美白山町として成立[1]。
- 1969年（昭和44年） - 一部が中新町・中野町・二子町に編入され、味美西本町・味美花長町より一部を編入する[1]。

## 世帯数と人口
2019年（平成31年）4月1日現在の世帯数と人口は以下の通りである。
| 丁目             | 世帯数  | 人口    |
| ---------------- | ------- | ------- |
| 味美白山町一丁目 | 520世帯 | 1,087人 |
| 味美白山町二丁目 | 288世帯 | 674人   |
| 計               | 808世帯 | 1,761人 |

### 人口の変遷
国勢調査による人口の推移
| 1995年（平成7年）  | 1,846人 | [ 7 ]  |  |
| 2000年（平成12年） | 1,728人 | [ 8 ]  |  |
| 2005年（平成17年） | 1,835人 | [ 9 ]  |  |
| 2010年（平成22年） | 1,864人 | [ 10 ] |  |
| 2015年（平成27年） | 1,723人 | [ 11 ] |  |

## 学区
市立小・中学校に通う場合、学区は以下の通りとなる。また、公立高等学校に通う場合の学区は以下の通りとなる。
| 番・番地等 | 小学校               | 中学校               | 高等学校 |
| ---------- | -------------------- | -------------------- | -------- |
| 全域       | 春日井市立白山小学校 | 春日井市立味美中学校 | 尾張学区 |

## 交通
- 愛知県道102号名古屋犬山線（木曽街道） - 町域中央を南北に通過する。
- 名古屋鉄道（名鉄）小牧線 - 町域東端を南北に通過する。

## 施設
- 春日井市立白山小学校[6]北緯35度13分51.1秒 東経136度55分54.2秒 / 北緯35.230861度 東経136.931722度
- 春日井市立白山保育園[6]北緯35度13分52.4秒 東経136度55分57.7秒 / 北緯35.231222度 東経136.932694度
- ヤマナカ味美店
- 三十三銀行春日井支店

## その他

### 日本郵便
- 郵便番号 : 486-0969[4]（集配局：春日井郵便局[14]）。